# Druogno
Druogno là một đô thị ở tỉnh Verbano-Cusio-Ossola trong vùng Piedmont, có cự ly khoảng 130 km về phía đông bắc của Torino và khoảng 25 km về phia bắc của Verbania. Tại thời điểm ngày 31 tháng 12 năm 2004, đô thị này có dân số 955 người và diện tích là 29,0 km².
Druogno giáp các đô thị: Masera, Santa Maria Maggiore, Trontano.